# Aphelandra caput-medusae
Aphelandra caput-medusae är en akantusväxtart som beskrevs av Gustav Lindau. Aphelandra caput-medusae ingår i släktet Aphelandra och familjen akantusväxter. Inga underarter finns listade i Catalogue of Life.